# Quadraceps cedemajori
Quadraceps cedemajori är en insektsart som beskrevs av Günter Timmermann 1969. Quadraceps cedemajori ingår i släktet Quadraceps och familjen fjäderlöss. Inga underarter finns listade i Catalogue of Life.